# Úsobrno
Úsobrno (in tedesco Hausbrunn) è un comune della Repubblica Ceca facente parte del distretto di Blansko, in Moravia Meridionale.